# Lasiochalcidia munda
Lasiochalcidia munda är en stekelart som först beskrevs av James Waterston 1916.  Lasiochalcidia munda ingår i släktet Lasiochalcidia och familjen bredlårsteklar. Inga underarter finns listade i Catalogue of Life.